# Парвагупта
Парвагупта (*гінді क्षेमगुप्त; д/н — 950) — магараджа Кашмірської держави в 949—950 роках. Умовно належить до династії Утпала.

## Життєпис
Про рід відомості обмежені, належав до касти писарів (дівіра). Піднесення кар'єри відбулося за часів магараджи Унматтаванті, якого Парвагупта підтримував у респресіях проти родичів і дамарів, а син Парвагупти — Девагупта — власноручв бив Партху, батька магараджи за наказом останнього.
За часів панування магарджи Яшаскарадеви зберіг свій вплив. Після смерті того 948 року організував заколот проти спадкоємця Варнати, якого було невдовзі повалено, а новим маграджею поставлено Самграмадеву (сина Яшаскарадеви).
Через молодий вік Самграмадеви було сформовано регентську раду, до якої увійшов Парвагупта. 949 року він повалив Самграмадеву, захопивши владу. Відмовився від активної політики, уклавши 950 року мирну угоду з кабулшахом Бхімадевою, яку було закріплено шлюбом між спадкоємцем Кашміру — Кшемагуптою — і онукою Кабулшаха — Діддою. За угодою остаточно відмовився від Кабулістану і Пенджабу.
Того ж року Парвагупта помер, а трон спадкував Кшемагупта, який швидко опинився під впливом дружини, більше уваги приділяючи розвагам і алкоголю. Саме Дідда фактично панувала з 950 року до самої смерті у 1003 році.